# Маркаде, Жан-Клод
Жан-Клод Маркаде́ (фр. Jean-Claude Marcadé; род. 8 мая 1937 , Мускардем, департамент Ланде) — французский искусствовед, историк искусства, литературовед, куратор. Специалист по русскому авангарду. Заслуженный директор Национального центра научных исследований (CNRS) (Франция), председатель общества «Друзья Антуана Певзнера».

## Биография
Родился 8 мая 1937 (Мускардем, департамент Ланде). Работал учителем классической литературы в провинциальных городах Франции (1960—1964). В 1965 сдал государственный конкурс Agrégation. Преподаватель русского языка в лицее Родена в Париже (1965—1969), русского языка и литературы в Школе восточных языков (1968—1972).
С 1968 г. Председатель Общества друзей Н. А. Бердяева. В 1968 г. перешёл в православие.
В 1970—2002 директор Славянского отдела в Национальном центре научных исследова¬ний в Париже (CNRS). Генеральный секретарь Общества учителей русского языка, Общества друзей художника Георгия Якулова (конец 1960-х — 1970-е).
С 1974 г. — Член правления Французского центра искусства и истории Восточной Европы.
С 1977 г. — Senior Sellow Колумбийского университета (1977).
В 1987 защитил докторскую диссертацию в Сорбонне о творчестве Н. С. Лескова.
Один из ведущих исследователей русского авангарда, малевичевед.
Автор франкоязычной монографии «Malévitch» (1990; переведена на украинский язык в 2013) и книги «Русский авангард 1907—1927» (1995, 2007, на французском языке).
Автор книг «Эйзенштейн. Заветные рисунки» (1998, на французском языке), «Анна Старицкая» (2000, на русском, английском и немецком языках); «Кальдер» (2006, на французском языке), «Творчество Н. С. Лескова» (2006, на русском языке), «Николя де Сталь. Живопись и рисунки» (2009, на французском языке), «Малевич» (2016, на французском языке).
Переводчик на французский язык книги «Малевич» (2015, т. 1 — все русские и украинские тексты, опубликованные при жизни художника)
Научный консультант выставок во французских музеях: «Иван Пуни» (Париж, Берлин, 1992—1993), Le Symbolisme russe, 1999—2000 — «Русский символизм» (Мадрид, Барселона, Бордо, 1999—2000), «Малевич» (Париж, 2003), «Arts Russes à Paris entre 1911—1960» (С.-Петербург, Бордо, 2003—2004), в Мадриде, Барселоне, Бордо; Malévitch в Париже, 2003 ; Русский Париж.1910-1960, 2003—2004, в Петербурге, Вуппертале, Бордо ; La Russie à l’avant-garde- 1900—1935 в Брюсселе, 2005—2006 ; Malévitch в Барселоне, Билбао, 2006 ; Ланской в Москве, Петербурге, 2006; Родченко в Барселоне (2008). Париже и Берлине),

### Семья
- Жена — Валентина Дмитриевна Васютинская-Маркаде (22.09 (5.10) 1910, Одесса — 28.08.1994, Мон-де-Марсан) — французский искусствовед, художественный критик[4].

## Русский авангард
Жан-Клод Маркаде увлёкся творчеством Казимира Малевича, когда стал с женой переводить его маленькие трактаты (1916—1922) и был под влиянием курсов Жака Дерриды в начале 1970-х годов о вопросе «Что такое искуссва?». Он вёл интенсивный диалог с философом Эммануэлем Мартино , который написал в 1977 году книгу «Малевич и философия», которая сыграла решительную роль в его собственной герменвтике философского наследия атора чёрного «Четыреугольника». Маркаде рассматривает Малевича как большого мыслителя — мыслителя-самородка и, вслед за Мартино, определяет философскую систему Малевича как «апофатическую феноменологию» . Через апофатику Маркаде, в частности, трактует и самую знаменитую картину художника «Чёрный квадрат» — как «затемнение», отличая «затемнения» Малевича от «закрашиваний», «перечёркиваний», а по сути «ретуши», «концептуального изыска», Марселя Дюшана. Малевич, по мнению Маркаде, приходит к «полному затемнению предметного мира».
Маркаде различает в русском авангарде три направления (школы): петербуржскую, московскую и украинскую; к последней относит Казимира Малевича. При этом он в целом остаётся неудовлетворённым термином русский авангард, считая, что, например, о Малевиче и его искусстве надо говорить прежде всего не как о русском авангардисте, а как о «русском украинце».
Вслед за Шарлоттой Дуглас Маркаде обратил внимание на неправильную датировку Малевичем своих работ в стиле позднего импрессионизма. Позже камуфляж Малевича с датировками собственных картин был реконструирован Еленой Баснер.